# Rynkebjergdyssen
Rynkebjergdyssen eller Rynkebjergs Kirkegaard er resterne af en langdysse ved Ørslev i Sydsjælland. Dyssen er 34 meter lang og står markeret med randsten. Ved siden af langdyssen findes en jættestue.
Efter sigende var det meningen at Ørslev kirke skulle bygges her. Men det man byggede om dagen blev ødelagt af trolde om natten og derfor blev der aldrig bygget en kirke her.
Dyssen er dateret til bondestenalder, ca. 3.400 f.kr.